# Pieter Hendrik Schoute
Pieter Hendrik Schoute (Wormerveer, 21 de janeiro de 1846 – Groningen, 18 de abril de 1923) foi um matemático neerlandês, conhecido por seu trabalho sobre polítopos regulares e geometria euclidiana.
Em 1886 tornou-se membro da Academia Real das Artes e Ciências dos Países Baixos.
Foi palestrante do Congresso Internacional de Matemáticos em Cambridge (1912).